# Dolichoneura revisa
Dolichoneura revisa är en fjärilsart som beskrevs av Louis Beethoven Prout 1932. Dolichoneura revisa ingår i släktet Dolichoneura och familjen mätare. Inga underarter finns listade i Catalogue of Life.